# Hypenetes loewi
Hypenetes loewi là một loài ruồi trong họ Asilidae. Hypenetes loewi được Londt miêu tả năm 1985. Loài này phân bố ở vùng nhiệt đới châu Phi.